# Hrabstwo Benton (Arkansas)

Położenie stanu Arkansas na mapie USA.

Położenie Benton County na mapie Arkansas.

Benton – hrabstwo (ang. county) położone w stanie Arkansas w USA. Siedziba mieści się w Bentonville.
W latach 2010–2021 było najszybciej rozwijającym się hrabstwem w stanie Arkansas, a populacja wzrosła do ponad 290 tys. mieszkańców. Jest drugim najbardziej zaludnionym hrabstwem w stanie.

## Opis
Benton County powstało w dniu 30 września 1836 roku i zostało nazwane po Thomasie Harcie Bentonie, amerykańskim senatorze z Missouri.
Jest to moist county, hrabstwo z ograniczeniami w sprzedaży alkoholu polegającym na zakazie jego sprzedaży, z wyjątkiem zakładów z prywatną koncesją na sprzedaż alkoholu.

## Miejscowości
- Avoca
- Bella Vista
- Bentonville (stolica)
- Bethel Heights
- Cave Springs
- Centerton
- Decatur
- Garfield
- Gateway
- Gentry
- Gravette
- Highfill
- Little Flock
- Lowell
- Pea Ridge
- Rogers (największe miasto)
- Springtown
- Siloam Springs
- Sulphur Springs

## CDP
- Cherokee City
- Hiwasse
- Lost Bridge Village
- Maysville
- Prairie Creek

## Sąsiednie hrabstwa
- Hrabstwo Barry, Missouri (północ)
- Hrabstwo Carroll (wschód)
- Hrabstwo Madison (południowy wschód)
- Hrabstwo Waszyngton (południe)
- Hrabstwo Adair, Oklahoma (południowy zachód)
- Hrabstwo Delaware, Oklahoma (zachód)
- Hrabstwo McDonald, Missouri (północny zachód)

## Demografia
W 2019 roku do największych grup należały osoby pochodzenia: meksykańskiego (11,8%), niemieckiego (9,4%), angielskiego (6,8%), irlandzkiego (5,8%), „amerykańskiego” (5,0%) i azjatyckiego (3,9%). 3,3% było rasy mieszanej. 

## Religia
W 2010 roku 39,5% populacji jest członkami kościołów protestanckich, głównie: baptystów (17,5%), bezdenominacyjnych (7%), metodystów (4,2%), campbellitów (3,5%) i zielonoświątkowców (2,5%).
Kościół katolicki obejmując 7,6% populacji, jest drugim co do wielkości związkiem wyznaniowym po Południowej Konwencji Baptystów. 
Do innych ważniejszych ugrupowań religijnych w hrabstwie należą: mormoni (1,9%), muzułmanie (0,14%), hinduiści (0,11%) i bahaiści (0,04%). 
Poza tym istnieją związki wyznaniowe, które nie zostały uwzględnione w danych statystycznych, z powodu braku danych. Do najważniejszych należą: Zjednoczony Kościół Zielonoświątkowy (6 zborów), świadkowie Jehowy (5 zborów) i GARBC (2 zbory).